# Proyecto 58
El Proyecto 58 y el Proyecto 58A fueron una serie de cuatro pruebas nucleares llevadas a cabo por Estados Unidos en el Área 3 y el Área 12 del Emplazamiento de pruebas de Nevada, entre diciembre de 1957 y marzo de 1958. Estas pruebas fueron precedidas por la Operación Plumbbob y sucedidas por la Operación Hardtack.
Todas las pruebas trataban de comprobar la fiabilidad de los sistemas de seguridad de un punto. Se pretendía «congelar» el diseño de dispositivos previamente a las pruebas completas, con detonación nuclear, de la Operación Hardtack. No se esperaba ninguna detonación en las pruebas del Proyecto 58, pero en la segunda de ellas, una prueba en superficie denominada Coulomb-C llevada a cabo el 9 de diciembre de 1957, se produjo una detonación de medio kilotón (2100 GJ). Al poco de producirse se detectaron niveles de radiación de hasta 50 roentgen por hora en la autopista de Mercury, y a medida que la nube se desplazaba hacia el suroeste, personal que se encontraba en Jackass Flats trabajando en la construcción de una zona de pruebas de cohetes nucleares tuvieron que ponerse a cubierto. Finalmente la nube alcanzó la zona de Los Ángeles, donde muy bajos niveles de radiación detectados durante un corto espacio de tiempo causaron cierta alarma social.

## Pruebas
| Nombre    | Fecha                  | Potencia      | Nota                                              |
| --------- | ---------------------- | ------------- | ------------------------------------------------- |
| Pascal-C  | 6 de diciembre de 1957 | Ligera        | No detectada radiación fuera de la zona de prueba |
| Coulomb-C | 9 de diciembre de 1957 | 0,5 kilotones | Detonación no prevista                            |
| Venus     | 22 de febrero de 1958  | Menor de 1 t  | No detectada radiación                            |
| Uranus    | 14 de marzo de 1958    | Menor de 1 t  | No detectada radiación                            |